# 412P/WISE
412P/WISE (P/2010 B2) – kometa krótkookresowa, należąca do rodziny komet Enckego.

## Odkrycie i nazwa
Kometę tę odkryto w ramach obserwacji prowadzonych przez teleskop kosmiczny WISE 22 stycznia 2010 roku. Kometa ma numer kolejny 412, w nazwie znajduje się także nazwa programu badawczego.

## Orbita komety
Orbita komety 412P/WISE ma kształt elipsy o mimośrodzie 0,48. Jej peryhelium znajduje się w odległości 1,62 au, aphelium zaś 4,6 au od Słońca. Jej okres obiegu wokół Słońca wynosi 5,49 lat, nachylenie do ekliptyki ma wartość 8,93˚.